# Новомар'ївка (Вознесенський район)
Новома́р'ївка — село в Україні, у Вознесенському районі Миколаївської області. Населення становить 700 осіб. З 2018 року — центр Новомар'ївської сільської громади. 

## Населення
Згідно з переписом УРСР 1989 року чисельність наявного населення села становила 759 осіб, з яких 359 чоловіків та 400 жінок.
За переписом населення України 2001 року в селі мешкало 736 осіб.

### Мова
Розподіл населення за рідною мовою за даними перепису 2001 року:
| Мова       | Відсоток |
| ---------- | -------- |
| українська | 89,02 %  |
| російська  | 8,13 %   |
| молдовська | 2,03 %   |
| вірменська | 0,54 %   |
| білоруська | 0,27 %   |